# Lucien Raimbourg
Lucien Pierre Raimbourg, född 14 september 1903 i Villeneuve-Saint-Georges, Île-de-France, död 20 februari 1973 i Paris, var en fransk skådespelare.

## Roller i urval
- 1932 – Saken är fixad
- 1952 – De smygande stegen
- 1954 – L'air de Paris
- 1957 – Han som måste dö
- 1957 – Våldets väg
- 1958 – Farlig lek
- 1959 – Med berått mod
- 1962 – Cartouche – mästertjuven
- 1962 – Korpralen
- 1963 – Mannen från Rio
- 1967 – Asterix och hans tappra galler (röst)
- 1970 – Asterix och Kleopatra (röst)